# Panolis piniperda
Panolis piniperda là một loài bướm đêm trong họ Noctuidae.